# 타이 윌리엄스
타이 윌리엄스(Ty Williams, 1966년 12월 24일 ~ )는 미국의 배우, 텔레비전 배우이다.
새기노에서 태어났다.

## 영화
- 미션 임파서블 3 (2006년)
- 스타쉽 트루퍼스 2 (2004년)
- 아메리칸 타부 (2000년)
- 장군의 딸 (1999년)